# Franche-Comté
Franche-Comté (franceză Franche-Comté) a fost una dintre cele 26 regiuni ale Franței de până la reforma administrativ-teritorială din 2014. Capitala regiunii era orașul Besançon, iar regiunea cuprindea 4 departamente. La 1 ianuarie 2016 a fuzionat cu regiunea Burgundia, formând împreună regiunea Burgundia-Franche-Comté.

## Istoric
Foarte probabil undeva pe teritoriul regiunii a avut loc ultima bătălie din Războaiele Galice ale lui Iulius Cezar contra lui Vercingetorix. Regiunea a intrat în componența provinciei romane Gallia Belgica iar ulterior a fost înființată Provincia Maxima Sequanorum. După prăbușirea Imperiului Roman, regiunea a fost controlată succesiv de către alemani, vandali, franci și burgunzi care au integrat regiunea în regatul lor. Cucerită iar de către franci, a fost inclusă în Sfântul Imperiu Roman în secolul XI în care era organizată sub forma unui Comitat Liber (franceză comté franche), spre deosebire de restul Burgundiei care era un ducat din Regatul Franței. Denumirea de Franche-Comté datează din 1366 și a înlocuit vechea denumire. A fost încorporat în Franța în 1477, transferat Spaniei în 1556, ocupat de Franța iar în 1668 dar ulterior restituit, și în cele din urmă cucerit pentru a doua oară de Franța în 1674, și cedat definitiv prin Tratatul de la Nijmegen în 1678.